# Raymond Veysset
Raymond Veysset (né le 1er avril 1913 à Vars-sur-Roseix et mort le 19 avril 1967 à Strasbourg) est un sculpteur et graveur français. 

## Biographie
Ancien étudiant de l'École nationale supérieure des Beaux-Arts de Paris, Raymond Veysset commence sa carrière de sculpteur par un art académique figuratif, puis un expressionnisme marqué, avant de se tourner vers l’abstraction sous l'influence de ses amis Charles Malfray, André Derain, ou Robert Wlérick. 
En 1949, il participe aux côtés d'Étienne-Martin, Gilli, Emmanuel Auricoste, Émile Gilioli, Étienne Hajdu, Baltasar Lobo et Berto Lardera au Salon de la jeune sculpture dans le jardin et la chapelle du musée Rodin à Paris, et s'oriente à partir de cette époque vers une représentation non figurative dans l'ensemble de son œuvre. Le Salon des réalités nouvelles au Musée d'Art Moderne de la Ville de Paris le révèle dans le milieu de l'abstraction, où il côtoya des artistes tels que Sonia Delaunay, Auguste Herbin ou Jean Arp. 
Contributeur actif du développement de l’« archi-sculpture » il recherche dans son travail les justes proportions et la place idéale des œuvres au grand air. D'abord sculpteur sur marbre et pierre, il travailla ensuite le bois, avant de se tourner durant les dernières années de sa vie vers des expériences avec des matériaux modernes fabriqués industriellement, tels que les briques, tuiles, ou traverses de chemin de fer. 
Au cours de l’année 1953, son projet de Mémorial des Martyrs de la Déportation sur l'île de la Cité à Paris, porté conjointement avec l'architecte Georges-Henri Pingusson est choisi par le Réseau du Souvenir, et aurait pu marquer l'apogée de sa contribution à l'archi-sculpture, mais Raymond Veysset se retire du projet en 1957, ce qui modifia considérablement le projet initial. 
Graveur de talent, il maniait aussi bien les techniques d'estampe que sont la pointe sèche ou l'eau-forte.
Veysset fut un créateur probe et qui garde une place dans la sculpture abstraite française des années 1950-1960.

## Œuvres dans les collections publiques
- Centre Georges Pompidou[4],
- Musée d'Art Moderne de la Ville de Paris[5],
- Centre national des arts plastiques[6],
- Musée d'Art moderne et contemporain de Strasbourg[7],
- Musée d'Art et d'Histoire de Meudon.